# 阿尔科纳瓦
阿尔科纳瓦，是西班牙卡斯蒂利亚-莱昂索里亚省的一个市镇。总面积52平方公里，总人口166人（2001年），人口密度3人/平方公里。